# Havka
Havka é um município da Eslováquia, situado no distrito de Kežmarok, na região de Prešov. Tem 6,01 km² de área e sua população em 2018 foi estimada em 33 habitantes.

## Demografia
| Ano:        | 1994 | 2004    | 2014   | 2024    |
| ----------- | ---- | ------- | ------ | ------- |
| Broj ljudi: | 56   | 40      | 45     | 39      |
| Razlika:    |      | -28,57% | +12,5% | -13,33% |

| Ano:               | 2023 | 2024  |
| ------------------ | ---- | ----- |
| Número de pessoas: | 40   | 39    |
| Diferença:         |      | -2,5% |